# Georg Zetter
Johann Georg Zetter (Pseudonym: Friedrich Otte; * 4. März 1819 in Mülhausen; † Nacht vom 21. auf den 22. Oktober 1872 ebenda) war ein elsässischer Dichter und Journalist.
Er verfasste Schweizersagen in Versen (1840. Neue Sammlung 1842) und gab mit August Stöber 1843–48 die „Elsässischen Neujahrsblätter“ heraus. 1856–66 redigierte er das „Elsässische Samstagsblatt“. Außerdem profilierte er sich mit dem Liederkranz „Badenweiler“ (2. Aufl. 1843), mit seinen „Gedichten“ (1845) und mit einer neuen Auswahl seiner Gedichte „Aus dem Elsaß“ (1862).